# Снежковский сельский совет (Харьковская область)
Снежко́вский сельский совет — входит в состав Валковского района Харьковской области Украины.
Административный центр сельского совета находится в селе Снежко́в.

## История
- 1918 — дата образования.

## Населённые пункты совета
- село Снежко́в
- село Ольхо́вское
- село Дорофе́евка (после 1967 года и до 1976 года передана из Шляховского сельсовета Валковского района.)
- село Кантаку́зовка
- село Ясеневое